# Lhasa He
| Tibetische Bezeichnung                                  |
| ------------------------------------------------------- |
| Tibetische Schrift: ལྷ་ས་གཙང་པོ།སྐྱིད་ཆུ།                     |
| Wylie-Transliteration: lha sa gtsang po, skyid chu      |
| Offizielle Transkription der VRCh: Lhasa Zangbo, Gyi Qu |
| THDL-Transkription: Lhasa Tsangpo, Kyichu               |
| Andere Schreibweisen: Lhasa-Fluss, Kyi Chu              |
| Chinesische Bezeichnung                                 |
| Traditionell: 拉薩河、吉曲                              |
| Vereinfacht: 拉萨河、吉曲                               |
| Pinyin:Lāsà Hé, Jí Qǔ                                   |

Der Lhasa He (tib.: lha sa gtsang po, tibetisch: ལྷ་ས་གཙང་པོ, chinesisch 拉薩河 / 拉萨河, Pinyin Lāsà Hé), auch Gyi Qu oder Kyi Chu (tib.: skyid chu, tibetisch: སྐྱིད་ཆུ།) genannt, ist ein nördlicher Zulauf des Yarlung Zangbo, des Oberlaufes des Brahmaputra in Tibet, und entspringt im Nyainqêntanglha-Gebirge im Tibetischen Hochland.
Die Quelle des Lhasa He befindet sich an einem stark zurückschmelzenden Gletschertor in 5290 m Höhe im zentralen Nyainqêntanglha-Gebirge, rund 15 km südwestlich des höchsten Gipfels (7117 m), etwa 30 km nördlich von Yangpacen, 15 km östlich des Passes Guring La (5972 m). Die Quelle wurde vom Bremer Geologen und Glaziologen Dieter Ortlam am 14. August 1989 bei geophysikalisch-glaziologischen Untersuchungen entdeckt.
Der Lhasa-Fluss ist rund 395 km lang. Bedeutende Zuflüsse sind von Norden der Damchu (tib.:’dam chu, tibetisch: འདམ་ཆུ། , Dāng Qǔ 当曲), von Osten der Miggi Chu und von Westen der Tobing Chu. Der Lhasa-Fluss mündet östlich von Qüxü in 3590 m Höhe unterhalb der Zangbo-Brücke von Lhasa, nach dem Flughafen Gongkar in den Yarlung Zangbo.
Der Fluss verläuft stark gewunden entlang der Orte Lhünzhub (4065 m), Radreng Gömpa, Maizhokunggar (3750 m), Dagzê (3690 m), Lhasa (3650 m) und Qüxü (3590 m). Das Gefälle beträgt von der Quelle bis zur Mündung 1600 m, 1:25 oder 4 %; im Unterlauf ab Maizhokunggar jedoch nur noch 1 % (bei subglazialer Übertiefung). Das Einzugsgebiet des Lhasa-Flusses ist etwa 26000 km² groß. 
Durch zahlreiche Belege – u. a. U-Täler, Gletschertopf-Felder und -Kaskaden im Granit und jurassischem Kalkstein weit über der Talsohle, von erratischen Blöcken z. B. jurassischem Kalk auf Granit westlich von Lhasa bzw. Granit und Gneis auf jurassischem Kalkstein auf dem Ganden-Gipfel (=Zhog Riwoqe, ca. 4500 m), von Roches moutonnées mit Gletscher-Kritzen bzw. -Spiegeln und Luv-/Lee-Moränen im Bereich Gongkar-Lhasa-Yangpacen-Ganden – kann eine über 2500 m mächtige jungpleistozäne Inlandeisdecke in den Tälern des Lhasa-Flusses und des Yarlung Tsangpo abgeleitet werden. Eine genaue Altersdatierung ist vorerst aber noch offen (wahrscheinlich eine der beiden letzten Kaltzeiten).